# Капанахчи (Гардабани)
Капанахчи (азерб. Kəpənəkçi) — село в Гардабанском муниципалитете, республики Грузия.

## География
Село расположено в 6 км от районного центра Гардабани, в 7 км от города Рустави и в 30 км от столицы страны Тбилиси.

## Экономика
Население занимается в основном овцеводством, скотоводством и овощеводством.

## Известные жители села
• Чингиз Алиев — депутат Российской Федерации города Кызыл Республики Тыва